# Alfons Hertogs

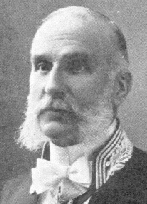
Alfons Hertogs

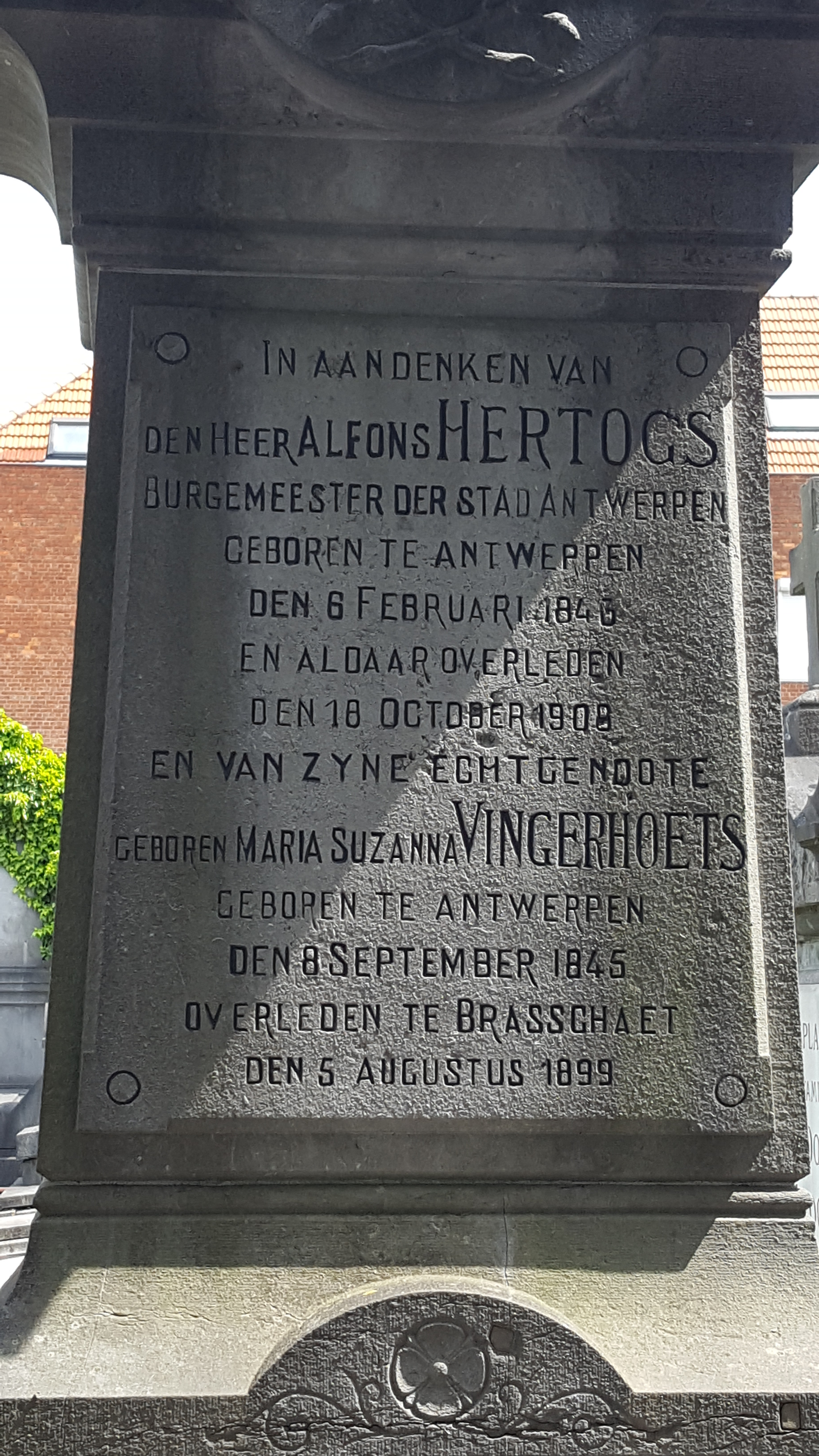
Grafmonument Sint Fredegandus kerkhof Deurne

Petrus Josephus Alphonsus Hertogs (Antwerpen, 6 februari 1843 - aldaar, 18 oktober 1908) was een Belgisch liberaal politicus en burgemeester van de stad Antwerpen.
Hertogs stamde uit een ondernemersfamilie en was zelf aannemer van openbare werken. Hij behoorde tot de vrijzinnige strekking van de liberalen en werd in 1887 gemeenteraadslid. In 1891 werd Hertogs schepen van Openbare Werken. In 1895 werd hij echter niet herkozen en stapt daarom over naar de kerkelijke strekking van de liberalen.
Bij het overlijden van Jan Van Rijswijck werd waarnemend burgemeester Victor Desguin door de liberalen naar voren geschoven als nieuwe burgemeester. De katholieke regering-De Trooz benoemde echter Hertogs, die goede contacten had met eerste minister Jules de Trooz, tot burgemeester.
Zijn voornaamste verwezenlijking als burgemeester was het breken van de havenstaking van 1907, een van de zwaarste conflicten uit de Antwerpse geschiedenis. Hertogs speelde een cruciale rol als bemiddelaar.
In 1908 stierf Alfons Hertogs tijdens het bijwonen van een turnfeest.
Hertogs was ondervoorzitter van de Wereldtentoonstelling van 1894 in Antwerpen.